# MAG-7
MAG-7 — гладкоствольное помповое ружьё, созданное в ЮАР в 1995 г. Модель была разработана для полицейских для ведения городских боёв в условиях короткой дистанции ведения огня. Практика показала высокую эффективность дробовых боеприпасов, однако традиционные помповые ружья имеют определённые недостатки: большую длину и длительную перезарядку. Именно поэтому за образец был взят израильский UZI. От своих аналогов MAG-7 отличается необычным способом питания — боезапас расположен в магазине, что ускоряет перезарядку. Кроме того, MAG-7 значительно короче других образцов помповых ружей.

## Обращение
Из-за малых общих габаритов запрещён к гражданскому обороту во многих странах, в том числе России и США. Для гражданского рынка выпускается удлинённое ружьё MAG-7М1